# Гюрпюз, Гёктан
Гёкта́н Гюрпю́з (нем. и тур. Göktan Gürpüz; род. 22 января 2003, Дуйсбург) — турецкий и немецкий футболист, полузащитник клуба «Трабзонспор», выступающий на правах аренды за «Фатих Карагюмрюк».

## Клубная карьера
Гюрпюз — воспитанник немецких клубов «Хамборн 07», «Шальке 04» и дортмундской «Боруссии». В 2021 году он дебютировал за дублирующий состав последних. Летом 2023 года Гюрпюз подписал контракт с «Трабзонспором». 26 августа в матче против «Ризеспора» он дебютировал в турецкой Суперлиге. 1 сентября в поединке против «Касымпаши» Гёктан забил свой первый гол за «Трабзонспор». 